# The Vandellas
The Vandellas sono state un gruppo statunitense femminile di genere pop attivo negli anni sessanta. Sono anche celebri come Martha Reeves and the Vandellas, dal nome della cantante leader.
Il loro successo Dancing in the Street è stato inserito dalla rivista Rolling Stone nella classifica delle 500 migliori canzoni di sempre al posto nº 40.
Nel 1995 sono state incluse nella Rock and Roll Hall of Fame.

## Storia del gruppo
Rosalind Ashford, studentessa quattordicenne che aveva sviluppato una passione per la musica e che cantava nel coro della scuola, nel 1957 dietro insistenza della madre rispose a un annuncio per un provino organizzato da Edward Larkins, un impresario in cerca di elementi per una formazione vocale femminile. La ragazza si fece accompagnare dall'amica Annette Beard alla quale inaspettatamente fu chiesto di partecipare all'audizione; le sue capacità vocali colpirono l'organizzatore che reclutò le due ragazze nel Del-Phi's, un nuovo gruppo vocale femminile in cui confluirono anche Gloria Williamson e Martha Reeves.
Il quartetto cominciò a esibirsi in festeggiamenti scolastici e in feste private. Avendo notato le loro doti canore, una talent scout le invitò a cantare al Ferris Center di Detroit e successivamente le quattro ragazze vennero chiamate in studio di registrazione dalla Motown Records come coro femminile nelle incisioni di Marvin Gaye Stubborn Kind of Fellow e Hitch Hike.
Poco dopo, Gloria Williamson lasciò il gruppo e la Reeves divenne la cantante leader del trio. Spinte alla decisione di passare al professionismo sull'onda della popolarità che sempre più stavano acquisendo i girl group, dietro pressione del presidente della Motown Records cambiarono il loro nome in Vandellas – dalla fusione della Van Dyke Street di Detroit con Della Reese, la cantante preferita da Martha Reeves – e incisero il loro primo disco, I'll Have to Let Him Go, raggiungendo la notorietà nel 1963 con i brani Come and Get These Memories, Heat Wave e Quicksand, e inanellando nei successivi tre anni altrettanti successi: Dancing in the Street, Nowhere to Run e I'm Ready for Love.
Nel 1967, variato il nome in Martha Reeves and the Vandellas, pubblicarono gli ultimi due successi, Jimmy Mack e Honey Chile. Negli anni la line-up originale si era venuta modificando: già nel 1963 si era ritirata Annette Beard, e le era subentrata Betty Kelly, proveniente da un altro gruppo vocale femminile, the Velvelettes; la Kelly si ritirò nel 1967, sostituita da Lois Reeves, sorella di Martha. Due anni dopo, a lasciare fu la volta della Ashford, avvicendata da un'altra ex-Velvelette, Sandra Tilley.
Nel 1968 Martha Reeves andò incontro a un esaurimento nervoso dovuto alla pressione lavorativa e all'uso di stupefacenti. Questo rallentò sensibilmente l'attività artistica del trio che da quel momento iniziò a perdere mordente avviandosi verso un lento declino. Il gruppo salutò il pubblico in un concerto d'addio tenuto a Detroit a fine dicembre 1972 nel quale annunciò lo scioglimento; e dal 1974 la Reeves proseguì nella propria carriera da solista.
Oggi le tre sorelle Reeves – Martha, Lois e Delphine – talvolta si esibiscono assieme col nome Vandellas. In particolari circostanze si ricostituisce la formazione dell'epoca d'oro con Martha Reeves affiancata dalla Beard e dalla Ashford.

## Discografia

### Album
- 1963 – Come and Get These Memories
- 1963 – Heat Wave
- 1965 – Dance Party
- 1966 – Watchout!
- 1967 – Live!
- 1968 – Ridin' High
- 1968 – Dancing in the Street
- 1969 – Sugar 'n' Spice
- 1970 – Natural Resources
- 1972 – Black Magic
- 1974 – Greatest Hits

### Singoli ed EP
- 1963 – Come and Get These Memories/Jealous Lovers
- 1963 – Heat Wave/A Love Like Yours
- 1963 – Quicksand/Darling, I Hum Your Song
- 1964 – Wild One/ Dancing Slow
- 1964 – In My Lonely Room/A Tear for the Girl
- 1964 – Live Wire/Old Love (Let's Try It Again)
- 1964 – You've Been in Love Too Long/Love (Makes Me Do Foolish Things)
- 1964 – Dancing in the Street/There He Is (At My Door)
- 1965 – Nowhere to Run/Motoring
- 1966 – I'm Ready for Love/He Doesn't Love Her Anymore
- 1966 – Jimmy Mack/Third Finger, Left Hand
- 1966 – What Am I Going to Do Without Your Love/Go Ahead and Laugh
- 1966 – My Baby Loves Me/Never Leave Tour Baby's Side
- 1967 – Honey Chile/Show Me the Way
- 1967 – Love Bug Leave My Heart Alone/One Way Out
- 1967 – Jimmy Mack/Third Finger, Left Hand
- 1968 – I Can't Dance to That Music You're Playing/I Tried
- 1968 – I Promise to Wait My Love/Forget Me Not
- 1968 – Heartless/Taking My Love (And Leaving Me)
- 1968 – Without You/Sweet Darlin'
- 1969 – (We've Got) Honey Love/I'm in Love (And I Know It)
- 1970 – I Should Be Proud/Love, Guess Who
- 1971 – Bless You/Hope I Don't Get My Heart Broke
- 1971 – Forget Me Not/Won't It Be So Wonderful
- 1971 - I Gotta Let You Go/You're the Loser Now
- 1971 – In and Out of My Life/Your Love Makes It All Worthwhile
- 1972 – I Want You Back/Tear It Down
- 1973 – Quicksand/ Love (Makes Me Do Foolish Things)
- 1976 – Jimmy Mack/Dancing in the Street
- 1977 – Heatwave/Dancing in the Street
- 1977 – Jimmy Mack/I'm Ready for Love
- 1988 – I Got You (I Feel Good)/Nowhere to Run
- 1989 – Step into My Shoes/Step into My Shoes (instrumental)
- 1992 – Angel in Disguise/ Angel in Disguise (original)
- 1993 – Dancing in the Street/I Can't Dance to That Music You're Playin'/My Baby Loves Me/Motoring

### Raccolte
- 1966 – Greatest Hits
- 1968 – Dancing in the Street
- 1974 – Dancing in the Streets!
- 1974 – Anthology
- 1980 – Motown Superstar Series – Volume 11
- 1986 – Heat Wave
- 1987 – Compact Command Performance: 24 Greatest Hits
- 1988 – Greatest Hits
- 1989 – Heat Wave
- 1993 – Motown Legends
- 1994 – Dancing in the Street (Their Greatest Hits)
- 1996 – Early Classics
- 2000 – Classics
- 2001 – The Very Best of Martha Reeves & the Vandellas
- 2002 – Natural Resources/Black Magic
- 2002 – Ridin' High/Sugar N' Spice
- 2002 – Dance Party/Watchout
- 2002 – Come and Get These Memories
- 2005 – Spellbound: Motown Lost & Found (1962-1972)
- 2006 - Gold
- 2008 – The Definite Collection[7]